# Viktoriya Yermolyeva
Viktoriya (Vika) Yermolyeva (Kiev, 1978) é uma pianista ucraniana. Começou como pianista clássica e ganhou várias competições internacionais, mas ficou mais conhecida por seu canal no Youtube, chamado vkgoeswild, onde fez covers no piano de músicas famosas de rock e heavy metal. Após seu sucesso no Youtube, sua carreira passou oficialmente da música clássica para o rock.
Após estudar na Tchaikovsky Music Academy, na Ucrânia (2000), completou seus estudos na Franz Liszt Academy of Music, em Weimar, e na International Piano Academy Incontri col Maestro, em Ímola, Itália, com o pianista Lazar Berman. Mais estudos levaram-na para a Codarts Academy of Music and Modern Dance, nos Países Baixos. Desde 2006 sua carreira está focada no rock, principalmente em covers de grandes bandas de heavy metal. Seus vídeos no Youtube possuem milhões de visualizações e seu canal já ultrapassou os 623 mil inscritos.
Em 29 de janeiro de 2011, fez seu primeiro show de rock ao-vivo (VIGGIE & VIKA: Live in Iceland), em Reykjavík, Islândia, com o baterista Brian Vigliore.